# Coppa Suruga Bank 2009
La Coppa Suruga Bank 2009 è stata la seconda edizione della Coppa Suruga Bank. Si è svolta il 5 agosto 2009, in gara unica, tra l'Oita Trinita (vincitore della Coppa J. League 2008) e l'Internacional (vincitore della Copa Sudamericana 2008), e ha visto la vittoria di quest'ultima per 2-1.

## Finale
| Arbitro: | Myung Yong Choi |

|             |           |                               |
| Higashi 60’ | Marcatori | 50’ Alecsandro 58’ Andrezinho |

| Oita Trinita | Internacional |